# Captafol
Captafol is de triviale naam voor N-(1,1,2,2-tetrachloorethylthio)cyclohex-4-een-1,2-dicarboximide, een organische verbinding met als brutoformule C10H9Cl4NO2S. Het is een toxisch en kleurloos kristallijn poeder.

## Toxicologie en veiligheid
De stof ontleedt bij verhitting of bij verbranding met vorming van giftige en corrosieve dampen, onder andere waterstofchloride, stikstofoxiden en zwaveloxiden. Captafol reageert hevig met basen, waardoor kans op brand en ontploffing ontstaat. De stof tast sommige metalen aan.

## Toepassingen
Captafol wordt gebruikt als fungicide.